# ブリッジマン島

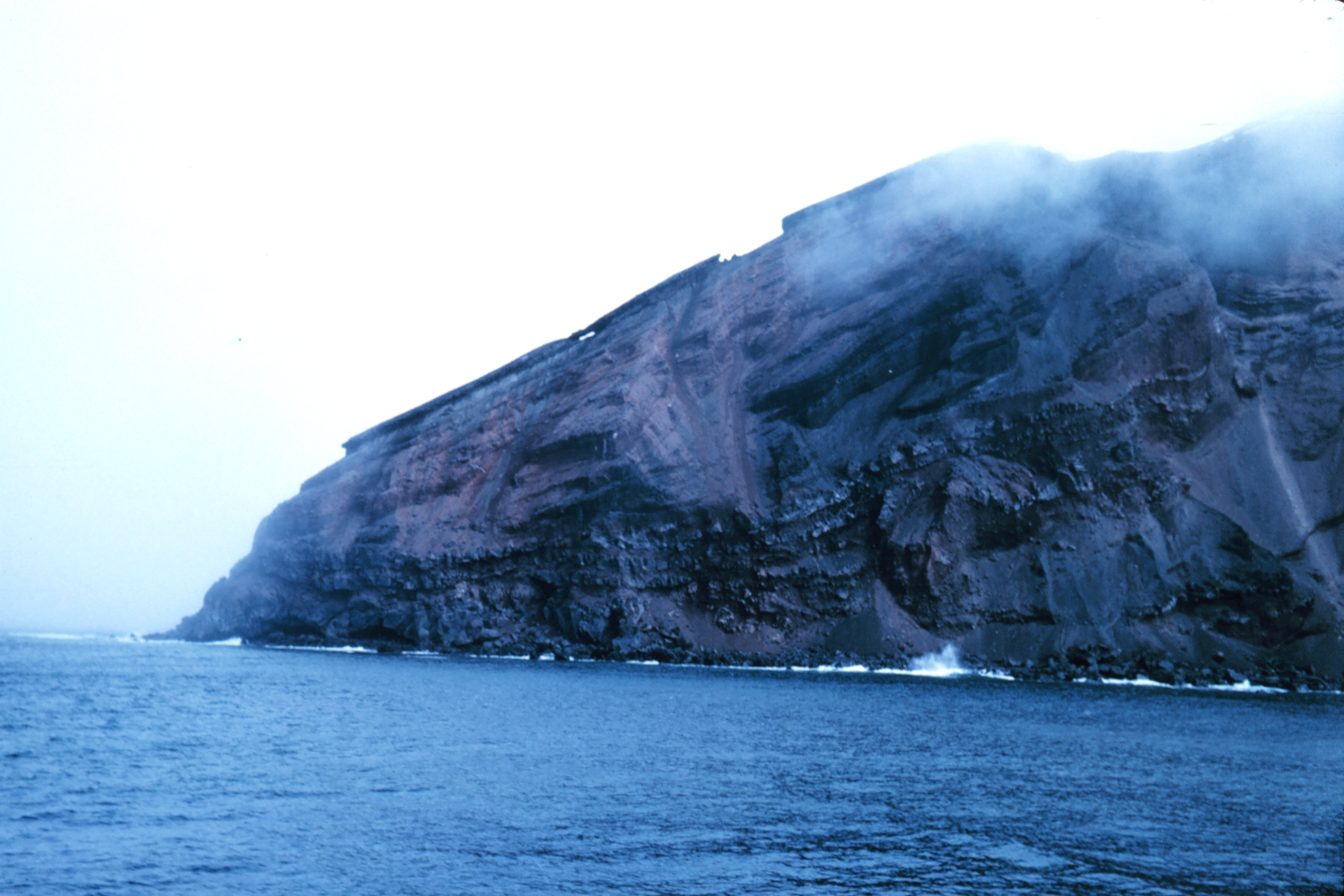
ブリッジマン島の岬

ブリッジマン島(ブリッジマンとう、Bridgeman Island)は、サウス・シェトランド諸島の島の1つである。ヘレナ島とも呼ばれる。ほぼ円形の火山性の島で、外周は切り立っている。長さ0.8km、標高240mで、キングジョージ島の東37kmの位置にある。命名は1820年頃である。ブリッジマン島は大きな火山島の残骸で、現在その大部分は海面下にある。浸食された火山は、若い火山の姿ではない。19世紀にいくつか噴気活動の報告があるが、より若いペンギン島のものだと考えられる。

## 関連文献
- “Bridgeman Island”. Global Volcanism Program. Smithsonian Institution. 2021年3月25日閲覧.{{cite web2}}:  CS1メンテナンス: 先頭の0を省略したymd形式の日付 (カテゴリ)
- LeMasurier, W. E.; Thomson, J. W. (eds.) (1990). Volcanoes of the Antarctic Plate and Southern Oceans. American Geophysical Union. p. 512 pp. ISBN 0-87590-172-7